# Volta ao Algarve 2020
La Volta ao Algarve 2020, quarantaseiesima edizione della corsa, valevole come settima prova dell'UCI ProSeries 2020 categoria 2.Pro, si è svolta in cinque tappe dal 19 al 23 febbraio 2020 su un percorso di 771,4 km, con partenza da Portimão e arrivo a Lagoa, in Portogallo. La vittoria è stata appannaggio del belga Remco Evenepoel, che ha completato il percorso in 19h23'42" precedendo il tedesco Maximilian Schachmann e il colombiano Miguel Ángel López.
Al traguardo di Lagoa 161 ciclisti, dei 174 partiti da Portimão, hanno portato a termine la competizione.

## Tappe
| Tappa  | Data        | Percorso                          | km    | Vincitore di tappa | Leader cl. generale |
| ------ | ----------- | --------------------------------- | ----- | ------------------ | ------------------- |
| 1ª     | 19 febbraio | Portimão > Lagos                  | 195,6 | Fabio Jakobsen     | Fabio Jakobsen      |
| 2ª     | 20 febbraio | Sagres > Alto da Fóia             | 183,9 | Remco Evenepoel    | Remco Evenepoel     |
| 3ª     | 21 febbraio | Faro > Tavira                     | 201,9 | Cees Bol           | Remco Evenepoel     |
| 4ª     | 22 febbraio | Albufeira > Alto do Malhão        | 169,7 | Miguel Ángel López | Remco Evenepoel     |
| 5ª     | 23 febbraio | Lagoa > Lagoa (cron. individuale) | 20,3  | Remco Evenepoel    | Remco Evenepoel     |
| Totale | Totale      | Totale                            | 771,4 |                    |                     |

## Squadre e corridori partecipanti
| N.      | Cod. | Squadra                |
| ------- | ---- | ---------------------- |
| 1-7     | AST  | Astana Pro Team        |
| 11-17   | BOH  | Bora-Hansgrohe         |
| 21-27   | CCC  | CCC Team               |
| 31-37   | COF  | Cofidis                |
| 41-47   | DQT  | Deceuninck-Quick Step  |
| 51-57   | GFC  | Groupama-FDJ           |
| 61-67   | ISN  | Israel Start-Up Nation |
| 71-77   | LTS  | Lotto Soudal           |
| 81-87   | INS  | Team Ineos             |
| 91-97   | SUN  | Team Sunweb            |
| 101-107 | TFS  | Trek-Segafredo         |
| 111-117 | UAD  | UAE Team Emirates      |
| 121-127 | AFC  | Alpecin-Fenix          |

| N.      | Cod. | Squadra                         |
| ------- | ---- | ------------------------------- |
| 131-137 | CJR  | Caja Rural-Seguros RGA          |
| 141-147 | CWG  | Circus-Wanty Gobert             |
| 151-157 | FUO  | Fundación-Orbea                 |
| 161-167 | UXT  | Uno-X Norwegian D. Team         |
| 171-177 | ATM  | Atum General-Tavira M. N. H.    |
| 181-187 | AVL  | Aviludo-Louletano               |
| 191-197 | EPF  | Efapel                          |
| 201-207 | KIU  | Kelly/InOutBuild/UD Oliveirense |
| 211-217 | LAA  | L.A. Aluminios/L.A. Sport       |
| 221-227 | MIR  | Miranda-Mortágua                |
| 231-237 | RPB  | Radio Popular Boavista          |
| 241-247 | W52  | W52/FC Porto                    |

## Dettagli delle tappe

### 1ª tappa
- 20 febbraio: Portimão > Lagos – 195,6 km

Risultati
| Pos. | Corridore      | Squadra    | Tempo    |
| ---- | -------------- | ---------- | -------- |
| 1    | Fabio Jakobsen | Deceuninck | 4h55'37" |
| 2    | Elia Viviani   | Cofidis    | s.t.     |
| 3    | Matteo Trentin | CCC        | s.t.     |

| Pos. | Corridore      | Squadra    | Tempo    |
| ---- | -------------- | ---------- | -------- |
| 1    | Fabio Jakobsen | Deceuninck | 4h55'37" |
| 2    | Elia Viviani   | Cofidis    | s.t.     |
| 3    | Matteo Trentin | CCC        | s.t.     |

### 2ª tappa
- 20 febbraio: Sagres > Alto da Fóia – 183,9 km

Risultati
| Pos. | Corridore       | Squadra    | Tempo    |
| ---- | --------------- | ---------- | -------- |
| 1    | Remco Evenepoel | Deceuninck | 4h46'38" |
| 2    | Max. Schachmann | Bora       | s.t.     |
| 3    | Daniel Martin   | Israel     | a 2"     |

| Pos. | Corridore       | Squadra    | Tempo    |
| ---- | --------------- | ---------- | -------- |
| 1    | Remco Evenepoel | Deceuninck | 9h42'15" |
| 2    | Max. Schachmann | Bora       | s.t.     |
| 3    | Rui Costa       | UAE        | a 2"     |

### 3ª tappa
- 21 febbraio: Faro > Tavira – 201,9 km

Risultati
| Pos. | Corridore      | Squadra    | Tempo    |
| ---- | -------------- | ---------- | -------- |
| 1    | Cees Bol       | Sunweb     | 5h00'51" |
| 2    | Sacha Modolo   | Alpecin    | s.t.     |
| 3    | Fabio Jakobsen | Deceuninck | s.t.     |

| Pos. | Corridore       | Squadra    | Tempo     |
| ---- | --------------- | ---------- | --------- |
| 1    | Remco Evenepoel | Deceuninck | 14h43'06" |
| 2    | Max. Schachmann | Bora       | s.t.      |
| 3    | Daniel Martin   | Israel     | a 2"      |

### 4ª tappa
- 22 febbraio: Albufeira > Alto do Malhão – 169,7 km

Risultati
| Pos. | Corridore          | Squadra    | Tempo    |
| ---- | ------------------ | ---------- | -------- |
| 1    | Miguel Ángel López | Astana     | 4h16'25" |
| 2    | Daniel Martin      | Israel     | a 2"     |
| 3    | Remco Evenepoel    | Deceuninck | a 4"     |

| Pos. | Corridore       | Squadra    | Tempo     |
| ---- | --------------- | ---------- | --------- |
| 1    | Remco Evenepoel | Deceuninck | 18h59'35" |
| 2    | Daniel Martin   | Israel     | s.t.      |
| 3    | Max. Schachmann | Bora       | s.t.      |

### 5ª tappa
- 23 febbraio: Lagoa > Lagoa – Cronometro individuale – 20,3 km

Risultati
| Pos. | Corridore       | Squadra    | Tempo  |
| ---- | --------------- | ---------- | ------ |
| 1    | Remco Evenepoel | Deceuninck | 24'07" |
| 2    | Rohan Dennis    | Ineos      | a 10"  |
| 3    | Stefan Küng     | Groupama   | a 19"  |

| Pos. | Corridore          | Squadra    | Tempo     |
| ---- | ------------------ | ---------- | --------- |
| 1    | Remco Evenepoel    | Deceuninck | 19h23'42" |
| 2    | Max. Schachmann    | Bora       | a 38"     |
| 3    | Miguel Ángel López | Astana     | a 39"     |

## Evoluzione delle classifiche
| Tappa              | Vincitore          | Classifica generale Maglia gialla | Classifica a punti Maglia rossa | Classifica scalatori Maglia azzurra | Classifica giovani Maglia bianca | Classifica a squadre   |
| ------------------ | ------------------ | --------------------------------- | ------------------------------- | ----------------------------------- | -------------------------------- | ---------------------- |
| 1ª                 | Fabio Jakobsen     | Fabio Jakobsen                    | Fabio Jakobsen                  | non assegnata                       | Juan Fernando Calle              | Israel Start-Up Nation |
| 2ª                 | Remco Evenepoel    | Remco Evenepoel                   | Fabio Jakobsen                  | Remco Evenepoel                     | Remco Evenepoel                  | Astana Pro Team        |
| 3ª                 | Cees Bol           | Remco Evenepoel                   | Fabio Jakobsen                  | Remco Evenepoel                     | Remco Evenepoel                  | Astana Pro Team        |
| 4ª                 | Miguel Ángel López | Remco Evenepoel                   | Fabio Jakobsen                  | Dries De Bondt                      | Remco Evenepoel                  | UAE Team Emirates      |
| 5ª                 | Remco Evenepoel    | Remco Evenepoel                   | Fabio Jakobsen                  | Dries De Bondt                      | Remco Evenepoel                  | Team Ineos             |
| Classifiche finali | Classifiche finali | Remco Evenepoel                   | Fabio Jakobsen                  | Dries De Bondt                      | Remco Evenepoel                  | Team Ineos             |

Maglie indossate da altri ciclisti in caso di due o più maglie vinte
- Nella 2ª tappa Elia Viviani ha indossato la maglia rossa al posto di Fabio Jakobsen.
- Nella 3ª e 4ª tappa Maximilian Schachmann ha indossato la maglia azzurra al posto di Remco Evenepoel.
- Dalla 3ª alla 5ª tappa João Almeida ha indossato la maglia bianca al posto di Remco Evenepoel.

## Classifiche finali

### Classifica generale - Maglia gialla
| Pos. | Corridore          | Squadra    | Tempo     |
| ---- | ------------------ | ---------- | --------- |
| 1    | Remco Evenepoel    | Deceuninck | 19h23'42" |
| 2    | M. Schachmann      | Bora       | a 38"     |
| 3    | Miguel Ángel López | Astana     | a 39"     |
| 4    | Rui Costa          | UAE        | a 56"     |
| 5    | Tim Wellens        | Lotto      | a 1'17"   |
| 6    | Simon Geschke      | CCC        | a 1'18"   |
| 7    | Lennard Kämna      | Bora       | a 1'26"   |
| 8    | Bauke Mollema      | Trek       | a 1'31"   |
| 9    | João Almeida       | Deceuninck | a 1'40"   |
| 10   | Amaro Antunes      | W52        | a 1'57"   |

### Classifica a punti - Maglia rossa
| Pos. | Corridore          | Squadra    | Punti |
| ---- | ------------------ | ---------- | ----- |
| 1    | Fabio Jakobsen     | Deceuninck | 41    |
| 2    | Cees Bol           | Sunweb     | 33    |
| 3    | Alexander Kristoff | UAE        | 26    |
| 4    | Elia Viviani       | UAE        | 26    |
| 5    | Remco Evenepoel    | Deceuninck | 25    |

### Classifica scalatori - Maglia azzurra
| Pos. | Corridore       | Squadra    | Punti |
| ---- | --------------- | ---------- | ----- |
| 1    | Dries De Bondt  | Alpecin    | 17    |
| 2    | Remco Evenepoel | Deceuninck | 15    |
| 3    | Tiago Antunes   | Efapel     | 14    |
| 4    | João Rodrigues  | W52        | 10    |
| 5    | Daniel Martin   | Israel     | 10    |

### Classifica giovani - Maglia bianca
| Pos. | Corridore       | Squadra    | Tempo     |
| ---- | --------------- | ---------- | --------- |
| 1    | R. Evenepoel    | Deceuninck | 19h23'42" |
| 2    | João Almeida    | Deceuninck | a 1'40"   |
| 3    | Ilan Van Wilder | Sunweb     | a 3'39"   |
| 4    | A. Leknessund   | Uno-X      | a 3'48"   |
| 5    | Kevin Geniets   | Groupama   | a 4'20"   |

### Classifica a squadre
| Pos. | Squadra               | Tempo     |
| ---- | --------------------- | --------- |
| 1    | Team Ineos            | 58h19'43" |
| 2    | UAE Team Emirates     | a 25"     |
| 3    | CCC Team              | a 1'51"   |
| 4    | Astana Pro Team       | a 2'41"   |
| 5    | Deceuninck-Quick Step | a 5'09"   |